# マイクロLED
マイクロLED（英語: microLED）は、mLED、μLEDとも呼ばれる、LEDを用いたフラットパネルディスプレイ技術である。マイクロLEDディスプレイは、個々のピクセル素子になる微小なLEDのアレイで構成されており、既存のバックライト方式の液晶ディスプレイと比較して、コントラスト、応答速度、エネルギー効率に優れる。
2022年現在、コストの高さから普及はしていないが、ソニーやサムスン電子がディスプレイやテレビを販売している。

## 歴史
2000年、窒化インジウムガリウム(InGaN)半導体を用いたマイクロLED技術が、カンザス州立大学のホンシン・ジャンとジンギュ・リンの研究グループによって発明された。
2012年、ソニーが、初のマイクロLEDディスプレイ製品となる55型フルHDディスプレイ（Crystal LED Display）の試作機を、国際家電ショーに参考出展。2017年に発売された。
2018年、サムスン電子が世界初の146型マイクロLEDテレビ「The Wall」を発表。同年夏に発売。ただし、これは業務用モデルで専門的なインストールを必要とした。また、マイクロLEDではなくミニLEDではないかという指摘もあった。2021年には家庭用モデルの110型サイズを発売した。当初の販売価格は1億7000万ウォン（約1600万円）。その後、小型サイズを拡大している。

## 特徴
マイクロLEDは、既存の液晶ディスプレイや有機ELディスプレイとは異なる第3の映像表示方式。ディスプレイのサブピクセルを構成するR(赤)・G(緑)・B（青）の1つひとつが独立したLEDになっており、“自発光”して映像表示するという仕組みになっている。約10μmにまで微細化されたLEDがそれぞれの発色をするので、画素レベルで精密にコントロールすることで、圧倒的な高画質を作り出すことができる。また、マイクロLEDは無機物であるため、有機ELよりも長寿命で、画面の焼き付きが少なく明るい画像を表示することができる。特に、3D/AR/VRディスプレイでは、より多くの画像、画像あたりの画素数、1秒あたりのフレーム数、高速応答が求められるため、μLEDのナノ秒以下の応答速度は他のディスプレイ技術に対して大きな優位性がある。

## 課題
最大の課題は、製造コストの高さである。具体的には、高価なヒ化ガリウム（GaAs）基板上に多数の結晶層を緻密に形成していくエピタキシャル成長というプロセスや、その基板をシリコン(Si)基板に取り換えるプロセスは非常に複雑で、大量のエネルギーを消費するため、コストの大幅低減が難しい。
また、以前の大きな問題であった、多数のLEDを大面積のディスプレー基板上に並べるコストは、「Mass Transfer」と呼ばれるスタンプ転写法により解消されたが、歩留まりの低さが課題である。